# Dalai-lama
Dalai-lama ("oceà de saviesa" en mongol; de dalai, 'oceà', i lama, 'mestre espiritual') és el títol de l'autoritat suprema del Tibet i un dels títols religiosos més importants del budisme tibetà.
Traduït generalment com "oceà de saviesa", aquest títol va ser forjat pel cap mongol Altan Khan, en acceptar Sönam Gyatso com mestre excepcional, encoratjant al poble mongol a la conversió al budisme vajrayana. Noti's que en aquest cas, alay era la traducció de "Gyam-tsho" (Gyatso), el cognom dels dalai-lames des de Gedun Drup.
Els budistes tibetans consideren que els dalai-lames són emanacions de bodhisattva Avalokiteśvara, patró del Tibet i que, després de la seva mort, la seva consciència subtil triga un interval de quaranta-nou dies, almenys, per a néixer de nou en un nen que ja des del seu naixement pot donar senyals del seu caràcter especial.
Després de la mort del dalai-lama, el panchen-lama s'encarrega de reconèixer la seva reencarnació o tulku (normalment un nen) per aquests senyals, qui passarà a ser el nou dalai-lama. Al seu torn, el dalai-lama ha de reconèixer a la reencarnació del panchen-lama després de la mort d'aquest.
Tradicionalment, el dalai-lama ha estat el líder espiritual i temporal del Tibet; Tenzin Gyatso, actualment en l'exili (des de 1959), després de l'ocupació i annexió forçada per part de la Xina maoista, ha abandonat la preeminència política tradicional, i ha creat un Ministre president del Kashag (parlament), triat per sufragi universal.
El dalai-lama actual, el catorzè de la història, és Tenzin Gyatso. El 1989 va rebre el Premi Nobel de la Pau i el 17 d'octubre del 2007 el Congrés dels Estats Units li va atorgar la Medalla d'Or, desfermant la fúria del govern xinès.